# Celtic Woman
Celtic Woman — ірландський жіночий музичний гурт, заснований у 2004 році продюсеркою Шарон Браун і колишнім музичним директором ірландського шоу Riverdance Девідом Даунсом.
Спершу до гурту входили чотири солістки — виконавиці пісень, згодом — п'ять виконавиць. Перший гала-концерт гурту відбувся за повного аншлагу 15 вересня 2004 року в концертному залі The Helix у Дубліні. Згодом колектив вирушив у тривале турне США, Австралією та країнами Азії. Запис виступів Celtic Woman на CD та DVD вивели гурт на провідні місця міжнародних хіт-парадів.
Творчий репертуар гурту охоплює різні області — кельтські пісні, європейська класична музика, арії з мюзиклів, поп- та рок-музика.

## Учасниці

### Поточний склад
- Тара Макнейл (Tara McNeill)
- Меґан Уолш (Megan Walsh)
- Мюрген О'Махоні (Muirgen O'Mahony)
- Хлоя Еґню (Chloë Agnew)

### Колишні учасниці
- Мейрід Карлін (Máiréad Carlin)
- Лінн Гіларі (Lynn Hilary)
- Ліза Ламб (Lisa Lambe)
- Сьюзен Макфадден (Susan McFadden)
- Маґрайд Несбітт (Máiréad Nesbitt)
- Орла Фаллон (Órla Fallon)
- Ліза Келлі (Lisa Kelly)
- Майф Ні Майокаха (Méav Ní Mhaolchatha)
- Дейрдре Шеннон (Deirdre Shannon)
- Алекс Шарп (Alex Sharpe)
- Гейлі Вестенра (Hayley Westenra)

## Дискографія
- 2005 — Celtic Woman (CD/DVD)
- 2006 — A Christmas Celebration (CD)
- 2007 — A New Journey (CD/DVD)
- 2007 — A Christmas Celebration (DVD)
- 2008 — The Greatest Journey — Essential Collection
- 2010 — Songs from the Heart (CD/DVD)
- 2010/2011 — Lullaby (CD)
- 2011 — An Irish Journey (CD)
- 2011 — A Celtic Christmas (CD)
- 2012 — Believe (CD & DVD)
- 2012 — Home for Christmas (CD, DVD & Blu-ray)
- 2012 — Silent Night (CD)
- 2014 — Emerald - Musical Gems (CD, DVD & Blu-ray)